# Нижньокаменська сільська рада (Алтайський район)
Нижньока́менська сільська рада (рос. Нижнекаменский сельский совет) — сільське поселення у складі Алтайського району Алтайського краю Росії.
Адміністративний центр та єдиний населений пункт — село Нижньокаменка.

## Населення
Населення — 2069 осіб (2019; 2120 в 2010, 2191 у 2002).